# Hospital Infanta Sofía (metropolitana di Madrid)
Hospital Infanta Sofía è una stazione capolinea della linea 10 della metropolitana di Madrid. Si trova presso l'Hospital Infanta Sofía, nel comune di San Sebastián de los Reyes.
La stazione inizialmente si chiamava Hospital del Norte per poi passare all'attuale denominazione l'8 agosto 2008.

## Storia
La stazione fu inaugurata il 26 aprile 2007 come parte del progetto di ampliamento della linea 10 che prende il nome di MetroNorte, volto a dare servizio ai comuni di Alcobendas e San Sebastián de los Reyes.

## Accessi
Vestibolo Hospital Infanta Sofía
- Poeta Rafael Morales Calle Poeta Rafael Morales
- Hospital Infanta Sofía Paseo de Europa
- Ascensor (Ascensore) Paseo de Europa